# Al-Jaish Sport Club 2012-2013
Questa voce raccoglie le informazioni riguardanti l'Al-Jaish Sport Club nelle competizioni ufficiali della stagione 2012-2013.

## Prima Squadra
| N. |                    | Ruolo | Calciatore             |
| -- | ------------------ | ----- | ---------------------- |
| 1  | Qatar (bandiera)   | P     | Basil Zaidan           |
| 2  | Qatar (bandiera)   | C     | Diab Al Annabi         |
| 4  | Brasile (bandiera) | D     | Anderson Martins       |
| 5  | Qatar (bandiera)   | D     | Marcone                |
| 6  | Qatar (bandiera)   | D     | Fawaz Al Khater        |
| 7  | Sudan (bandiera)   | C     | Tamer Jamal Othman     |
| 8  | Qatar (bandiera)   | D     | Saad Al-Shammari       |
| 9  | Brasile (bandiera) | A     | Adriano                |
| 10 | Algeria (bandiera) | C     | Karim Ziani (capitano) |
| 11 | Oman (bandiera)    | C     | Ahmed Hadid            |
| 12 | Qatar (bandiera)   | A     | Magid Mohammed         |

| N. |                    | Ruolo | Calciatore              |
| -- | ------------------ | ----- | ----------------------- |
| 13 | Qatar (bandiera)   | C     | Abdulla Mustafa Saif    |
| 14 | Tunisia (bandiera) | C     | Mohammad Mothnani       |
| 15 | Qatar (bandiera)   | A     | Abdulgadir Ilyas Bakur  |
| 18 | Qatar (bandiera)   | A     | Jeddo                   |
| 20 | Brasile (bandiera) | A     | Wagner Ribeiro          |
| 21 | Qatar (bandiera)   | D     | Ali Sanad               |
| 23 | Qatar (bandiera)   | C     | Khaled Al Zereiqi       |
| 25 | Qatar (bandiera)   | D     | Mosaab Mahmoud          |
| 70 | Siria (bandiera)   | A     | Ismail Mahmoud Mardanli |
| 77 | Qatar (bandiera)   | D     | Naif Al Khater          |
| 90 | Brasile (bandiera) | P     | Evanildo                |

## Staff Tecnico
Ultima modifica: 27 luglio, 2012
| Posizione               | Staff            |
| ----------------------- | ---------------- |
| Allenatore              | Răzvan Lucescu   |
| Vice-Allenatore         | Mihai Stoica     |
| Allenatore Riserve      | Cristian Petre   |
| Vice-Allenatore riserve | Yousuf Al-Nobi   |
| Allenatore portieri     | Marius Bratu     |
| Traduttore              | Abdelrahman Naim |
| Preparatore Atletico    | Diego Longo      |

## Risultati

### Campionato

#### Girone di andata
| Doha 15 settembre 2012, ore 19:30 1ª giornata                          | Al-Jaish  | 0 – 2 referto                        | Umm-Salal | Ahmed bin Ali Stadium (4.574 spett.) |
| \| \| \| \| \| \| Marcatori \| 35’ Othman El Assas 73’ Mahir Yousef \| |           |                                      |           |                                      |
|                                                                        |           |                                      |           |                                      |
|                                                                        | Marcatori | 35’ Othman El Assas 73’ Mahir Yousef |           |                                      |

| Doha 22 settembre 2012, ore 15:30 2ª giornata     | Lekhwiya  | 0 – 1 referto   | Al-Jaish | Qatar SC Stadium (7.415 spett.) |
| \| \| \| \| \| \| Marcatori \| 86’ Karim Ziani \| |           |                 |          |                                 |
|                                                   |           |                 |          |                                 |
|                                                   | Marcatori | 86’ Karim Ziani |          |                                 |

| Doha 29 settembre 2012, ore 18:15 3ª giornata                           | Al-Jaish  | 2 – 0 referto | Al-Sailiya | Ahmed bin Ali Stadium (3.850 spett.) |
| \| \| \| \| \| Wagner Ribeiro 10’ Adriano 52’ (pen.) \| Marcatori \| \| |           |               |            |                                      |
|                                                                         |           |               |            |                                      |
| Wagner Ribeiro 10’ Adriano 52’ (pen.)                                   | Marcatori |               |            |                                      |

| Doha 21 ottobre 2012, ore 20:45 4ª giornata                 | Al-Gharafa | 2 – 0 referto | Al-Jaish | Ahmed bin Ali Stadium (5.125 spett.) |
| \| \| \| \| \| Alex 44’ M. Bresciano 59’ \| Marcatori \| \| |            |               |          |                                      |
|                                                             |            |               |          |                                      |
| Alex 44’ M. Bresciano 59’                                   | Marcatori  |               |          |                                      |

| Doha 27 ottobre 2012, ore 19:00 5ª giornata                                                | Al-Sadd   | 3 – 1 referto | Al-Jaish | Jassim Bin Hamad Stadium (8.574 spett.) |
| \| \| \| \| \| Khalfan Ibrahim 40’, 45+1’ Mamadou Niang 87’ \| Marcatori \| 16’ Marcone \| |           |               |          |                                         |
|                                                                                            |           |               |          |                                         |
| Khalfan Ibrahim 40’, 45+1’ Mamadou Niang 87’                                               | Marcatori | 16’ Marcone   |          |                                         |

| Doha 1º novembre 2012, ore 15:00 6ª giornata                                                    | Al-Jaish  | 3 – 2 referto             | Al-Khor | Ahmed bin Ali Stadium (2.541 spett.) |
| \| \| \| \| \| Adriano 47’, 59’ Wagner Ribeiro 90’ \| Marcatori \| 9’ Madson 54’ Júlio César \| |           |                           |         |                                      |
|                                                                                                 |           |                           |         |                                      |
| Adriano 47’, 59’ Wagner Ribeiro 90’                                                             | Marcatori | 9’ Madson 54’ Júlio César |         |                                      |

| Doha 18 novembre 2012, ore 16:30 7ª giornata                         | Al-Jaish  | 3 – 0 referto | Al-Arabi | Ahmed bin Ali Stadium (5.541 spett.) |
| \| \| \| \| \| Adriano 9’ Wagner Ribeiro 26’, 43’ \| Marcatori \| \| |           |               |          |                                      |
|                                                                      |           |               |          |                                      |
| Adriano 9’ Wagner Ribeiro 26’, 43’                                   | Marcatori |               |          |                                      |

| Doha 23 novembre 2012, ore 16:30 8ª giornata                  | Al-Jaish  | 1 – 1 referto | Al-Wakrah | Ahmed bin Ali Stadium (2.541 spett.) |
| \| \| \| \| \| M. Mothnani 34’ \| Marcatori \| 25’ P. Frau \| |           |               |           |                                      |
|                                                               |           |               |           |                                      |
| M. Mothnani 34’                                               | Marcatori | 25’ P. Frau   |           |                                      |

| Doha 30 novembre 2012, ore 16:30 9ª giornata              | Al-Jaish  | 0 – 2 referto           | Al-Kharitiyath | Ahmed bin Ali Stadium (3.874 spett.) |
| \| \| \| \| \| \| Marcatori \| 40’ M. Saad 46’ Y. Kèbè \| |           |                         |                |                                      |
|                                                           |           |                         |                |                                      |
|                                                           | Marcatori | 40’ M. Saad 46’ Y. Kèbè |                |                                      |

| Doha 7 dicembre 2012, ore 16:30 10ª giornata  | Qatar SC  | 0 – 1 referto | Al-Jaish | Grand Hamad Stadium (3.100 spett.) |
| \| \| \| \| \| \| Marcatori \| 32’ Adriano \| |           |               |          |                                    |
|                                               |           |               |          |                                    |
|                                               | Marcatori | 32’ Adriano   |          |                                    |

| Doha 15 dicembre 2012, ore 16:30 11ª giornata  | Al-Jaish  | 1 – 0 referto | Al-Rayyan | Ahmed bin Ali Stadium (5.894 spett.) |
| \| \| \| \| \| A. Bakur 33’ \| Marcatori \| \| |           |               |           |                                      |
|                                                |           |               |           |                                      |
| A. Bakur 33’                                   | Marcatori |               |           |                                      |